# 使用者模式驅動程式架構
使用者模式驅動程式架構（英語：User-Mode Driver Framework，簡稱UMDF）是微軟公司提出的視窗驅動程式基礎（Windows Driver Foundation）的一部份，其執行於使用者模式（user mode），僅能存取使用者位址空間。它同時是核心模式驅動程式架構（Kernel-Mode Driver Framework，KMDF）的子集，因此UMDF所提供的函數支援少於KMDF，兩者使用相同的狀態機器、使用相同的I/O模型。
UMDF提供隨插即用（PNP）、電源管理（Power Manager）、非同步輸出輸入等功能，可設定I/O佇列，但它的限制在於不處理中斷（Interrupt）、不執行直接記憶體存取（DMA），且不能使用核心模式資源如：未分頁集區（NonPaged Pool），也不完全支援同步化領域（Synchronization scope），在技術上UMDF使用COM（Component Object Model）的動態連結庫（DLL）為基底技術。

## COM架構
UMDF驅動程式是一個基於COM架構的動態連結檔（DLL），但UMDF並不使用COM的動態時期執行函式（runtime library），單僅是借用了COM的樣式。
UMDF 呼叫 DllGetClassObject API取得一個指標（pointer），這個指標指向一個IClassFactory的介面，並且啟用 CreateInstance 這個屬於IClassFactory 介面的函式來產生一個驅動程式的記憶體實體（instance）。DLL 照例提供一些函式可以讓COM 使用基于IWDFDriver的物件：
- DllCanUnloadNow
- DllGetClassObject
- DllRegisterServer
- DllUnregisterServer

### 進入點（entry point）
UMDF 驅動程式是一個動態連結庫，執行的時候如同一個行程內（in-process）的COM服务器，其程式碼中包括了DllMain，這是著名的DLL檔的進入點（entry point）。
```
BOOL WINAPI DllMain(
       HINSTANCE ModuleHandle,
       DWORD Reason,
       PVOID /* Reserved */)
{
  if (DLL_PROCESS_ATTACH == Reason) {

    WPP_INIT_TRACING(MYDRIVER_TRACING_ID);

    g_ModuleHandle = ModuleHandle;
  }
  else if (DLL_PROCESS_DETACH == Reason) {

    WPP_CLEANUP();
  }

  return TRUE;
};
```

### UMDF介面
- IWDFObject： 定義基本的 WDF 物件類型（WDF object）
- IWDFDriver： 代表驅動程式物件（driver object）
- IWDFDevice： 代表裝置物件（device object）
- IWDF ：代表檔案物件（file object）
- IWDFIoQueue： 代表 I/O 要求的佇列（IO Request Queue）
- IWDFIoRequest： I/O 要求描述（IO Request Description）
- IWDFIoTarget： 代表 I/O 要求的目標驅動程式（IO Target）
- IWDFMemory： 提供存取記憶體區域（Memory）